# HMS Venerable (1899)
El HMS Venerable fue uno de los cinco acorazados pre-dreadnought de la clase London construidos para la Royal Navy a finales del siglo XIX. Los London eran una subclase de los pre-dreadnoughts de la clase Formidable, con modificaciones en el blindaje. La batería principal del Venerable consistía en cuatro cañones de 12 pulgadas (305 mm), con una velocidad máxima de 18 nudos (33 km/h; 21 mph). El barco fue puesto en grada en enero de 1899 y botado el 2 de noviembre de 1902. Puesto el 12 de noviembre en servicio, el Venerable sirvió en la Flota del Mediterráneo hasta 1908, y posteriormente fue recomisionado en la Flota del Canal. Después de una importante remodelación en 1909, sirvió en la Flota del Atlántico y en la Home Fleet. 
Tras el estallido de la Primera Guerra Mundial, participó en operaciones defensivas y ofensivas con la Flota del Canal de la Mancha, bombardeando posiciones alemanas en Bélgica hasta mayo de 1915. A partir de entonces fue transferido al Mediterráneo, donde prestó servicio en la campaña de los Dardanelos a mediados de 1915, y luego en el Adriático hasta 1916. En diciembre de ese año, regresó al Reino Unido y fue reacondicionado como buque depósito en 1918. Fue vendido como chatarra en 1921 y finalmente fue desguazado en 1922.

## Diseño y descripción

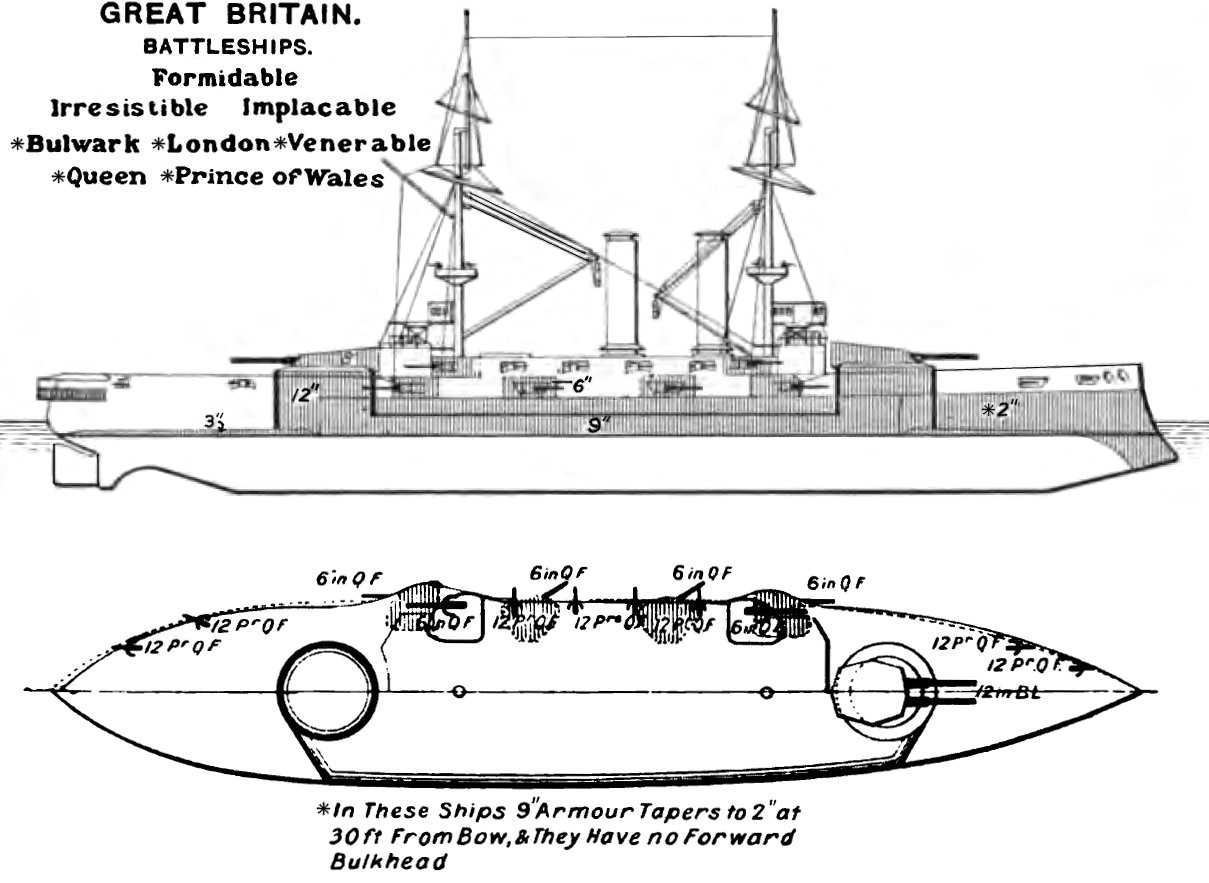
Plano simplificado con expresión del armamento de la clase London en 1906

La orden de construcción de los cinco buques de la clase London data de 1898 en respuesta al aumento de la construcción naval por parte de la Armada Imperial Rusa. El diseño para la clase London se preparó en 1898; era una repetición virtual de la clase Formidable anterior, aunque con una revisión significativa del esquema de protección del blindaje delantero. En lugar de un mamparo transversal tradicional para el extremo delantero del blindaje del cinturón principal, el cinturón se llevó más adelante y gradualmente se estrechó en grosor. También se reforzó el blindaje de cubierta.
El Venerable tenía 431 pies y 9 pulgadas (131,6 m) de eslora, con una manga de 75 pies (22,9 m) y un calado de 26 pies (7,9 m). Desplazaba 14.500 toneladas largas (14.700 t) normalmente y hasta 15.700 toneladas largas (16.000 t) a plena carga. La nave tenía una altura metacéntrica de 4,46 pies (1,36 m). Su tripulación contaba con 714 oficiales y marineros regularmente. Los barcos de la clase London estaban propulsados por un par de máquinas de vapor verticales invertidas de triple expansión, de tres cilindros. Éstos eran de 31+1⁄2 pulgadas (800 mm), 51+1⁄2 pulgadas (1.310 mm) y 84 pulgadas (2.100 mm) de diámetro con una carrera de 4 pies y 3 pulgadas (1,30 m). Cada conjunto accionaba una hélice, utilizando vapor proporcionado por veinte calderas Belleville. Las calderas se dividieron en dos embudos ubicados en el centro del barco, que resultaban en 15.000 caballos de fuerza indicados (11.000 kW), resultando en una velocidad máxima de 18 nudos (33 km/h; 21 mph).
El armamento principal de la clase London consistía en cuatro cañones BL Mk IX de 12 pulgadas (305 mm) montados en torretas de dos cañones, una a proa y otra a popa de la superestructura. Su armamento secundario consistía en una docena de cañones BL Mk VII de 6 pulgadas (152 mm) montados en casamatas a los lados del casco. La defensa contra los torpederos fue proporcionada por dieciséis cañones de tiro rápido (QF) de 12 libras (3 pulgadas, 76 mm) 12 cwt, ocho de los cuales estaban montados en la superestructura central y los ocho cañones restantes estaban colocados en la cubierta principal a proa y popa y disparados a través de troneras sin blindaje en el casco. Cada uno de las dos cofas de combate estaba provista de tres cañones Hotchkiss QF de 3 libras y 1,9 pulgadas (47 mm). Como era costumbre en los acorazados de la época, también estaban equipados con cuatro tubos lanzatorpedos sumergidos de 18 pulgadas (450 mm) en el casco, dos en cada costado.
El Venerable tenía un cinturón blindado de 9 pulgadas (229 mm) de grosor; los mamparos transversales en el extremo de popa de la cinta tenían de 9 a 12 pulgadas (229 a 305 mm) de espesor. Las caras de la torreta del cañón principal estaban protegidas por placas de blindaje de 8 a 10 pulgadas (203 mm) de espesor, sobre barbetas de 12 pulgadas, y los cañones de casamata estaban protegidos con 6 pulgadas de acero Krupp. La torre de mando tenía lados de 14 pulgadas (356 mm) de espesor. La serie London equipaba sus buques con tres cubiertas blindadas, que variaban en espesor entre 1 y 2,5 pulgadas (25 y 64 mm) cada una.

## Historial de servicio

### Antes de la Primera Guerra Mundial
El HMS Venerable fue puesto en grada en el astillero de Chatham el 2 de enero de 1899, botado el 2 de noviembre de 1899 y completado en noviembre de 1902. Después de muchos retrasos debido a dificultades con sus contratistas de maquinaria, el HMS Venerable fue comisionado el 12 de noviembre de 1902 por el capitán George Edwin Patey para el servicio como el segundo buque insignia, al mando de un contralmirante, de la Flota del Mediterráneo. Partió de Chatham el 20 de noviembre, hizo escala en Sheerness para ajustar las brújulas y llegó al Mediterráneo al mes siguiente. En 1903, tenía un sistema experimental de control de fuego para su evaluación. 
La flota del Mediterráneo rindió visita de cortesía a Barcelona el 4 de julio de 1905, proveniente de Mahón y pusieron rumbo a Gibraltar el 11 de julio. La escuadra estaba compuesta por el acorazado HMS Bulwark, como buque insignia, más los acorazados Formidable, Implacable, London, el mismo Venerable, Queen y el Prince of Wales. También estaban los cruceros Leviathan, Carnarvon y Diana, totalizando una flota de diez buques.
Durante su servicio en el Mediterráneo, encalló en el puerto de Argel, sufriendo daños leves en el casco, y fue sometido a reacondicionamiento en Malta en 1906-1907. El 12 de agosto de 1907 fue relevado como buque insignia por el acorazado HMS Prince of Wales, y su servicio en el Mediterráneo terminó el 6 de enero de 1908, cuando rindió servicio en el astillero de Chatham.
El Venerable fue puesto de nuevo en servicio el 7 de enero de 1908 para el servicio de la Flota del Canal de la Mancha. En febrero de 1909 recibió en Chatham un extenso reacondicionamiento, durante el cual se retiraron sus cañones de 3 libras y se instaló un telémetro en su mástil de proa. El 19 de octubre de 1909 se completó el reacondicionamiento y el Venerable fue puesto de nuevo en servicio en la Flota del Atlántico. El 6 de enero de 1912 entró en dique seco en Gibraltar para su mantenimiento anual. El 13 de mayo de 1912 fue transferido a la Segunda Home Fleet en el Nore, y pasó a la reserva comisionada con una tripulación núcleo como parte del 5.º Escuadrón de Batalla. En 1913, se retiraron sus redes antitorpedos y se instalaron un par de reflectores de búsqueda en su puente de proa.

### Primera Guerra Mundial
Cuando estalló la Primera Guerra Mundial en agosto de 1914, el 5.º Escuadrón de Batalla fue asignado a la Flota del Canal, con base en Portland. El 25 de agosto de 1914 cubrió el movimiento del Batallón de Marines de Portsmouth a Ostende (Bélgica). En octubre de 1914, el Venerable fue asignado a la Patrulla Dover para tareas de bombardeo en apoyo de las tropas aliadas que luchaban en el frente. Bombardeó posiciones alemanas a lo largo de la costa belga entre Westende y Lombardsijde del 26 al 30 de octubre de 1914 durante un ataque alemán a las defensas belgas en la Batalla del Yser; también sirvió como buque insignia del Comandante en Jefe de la Patrulla Dover, el Contralmirante Sir Horace Hood, del 27 al 29 de octubre. El día 27, los cañones de campaña alemanes se movieron cerca de la costa, lo que obligó a la mayoría de los buques ligeros a retirarse, aunque el Venerable, fuertemente blindado, permaneció en la posición hasta que los informes de un submarino alemán en la zona llevaron a Hood a retirarse a Dunkerque. El Venerable regresó a la zona de operaciones el 28 de octubre, junto con el cañonero Bustard y tres monitores, para contrarrestar otro ataque alemán. Más tarde ese día, encalló ligeramente en un banco de arena inexplorado, pero fuera del alcance de los cañones alemanes y pudo liberarse con la ayuda del Brilliant durante la marea alta. A finales de mes, las inundaciones de las compuertas abiertas alrededor de Nieuwpoort habían bloqueado el avance alemán, desviando los ataques alemanes hacia el interior, fuera del alcance de los cañones del Venerable. Los cañones alemanes a lo largo de la costa habían sido ocultados en ese momento, lo que hacía mucho más difícil enfrentarlos con fuego naval, por lo que el Venerable fue retirado del combate.
El 3 de noviembre, fue destacado para apoyar a las patrullas de la costa este durante la incursión alemana en Yarmouth, aunque no entró en acción con los buques de guerra alemanes. El 5.º Escuadrón de Batalla se trasladó de Portland a Sheerness el 14 de noviembre de 1914 para protegerse de una posible invasión alemana del Reino Unido. El escuadrón regresó a Portland el 30 de diciembre de 1914. El 11 de marzo de 1915, el Venerable, en compañía del buque auxiliar Excellent y de los destructores y dragaminas que lo escoltaban, volvió a bombardear las posiciones alemanas cerca de Westende. El bombardeo estaba destinado a desviar la atención alemana durante el ataque británico en la Batalla de Neuve Chapelle. Regresó de nuevo el 10 de mayo en un intento de anular a la artillería alemana que había estado bombardeando Dunkerque, pero el contrafuego de las baterías alemanas impidió que el Venerable lograra éxito alguno.
El 12 de mayo de 1915, el Venerable fue enviado a los Dardanelos para reemplazar al acorazado HMS Queen Elizabeth en la Batalla de Galípoli contra los turcos. Navegó hacia el Mediterráneo con el pre-dreadnought Exmouth; los británicos esperaban aprovechar la experiencia que las tripulaciones de ambos barcos habían adquirido en el bombardeo de posiciones costeras en Bélgica. Desde el 14 de agosto de 1915 hasta el 21 de agosto de 1915, apoyó los ataques aliados contra las posiciones otomanas en la Bahía de Suvla. Para el día 21, las condiciones climáticas empeoraron significativamente, impidiendo que los barcos pudieran observar objetivos. En octubre, el Venerable llegó nuevamente a Gibraltar para un reacondicionamiento. Una vez finalizado, en diciembre de 1915, el buque fue transferido al Mar Adriático para reforzar a la Armada italiana contra la Armada austrohúngara, sirviendo allí hasta diciembre de 1916.
El Venerable regresó al Reino Unido, llegando al astillero de Portsmouth el 19 de diciembre de 1916, donde fue amarrado. Entre febrero y marzo de 1918 fue reacondicionado allí como buque depósito, y se trasladó a Portland el 27 de marzo de 1918 para ser usado con los arrastreros minadores. Estuvo adscrito a la Patrulla del Norte hasta agosto de 1918, y luego a la Patrulla del Sur de septiembre a diciembre de 1918. A finales de diciembre de 1918, el Venerable se dedicó al cuidado y mantenimiento en Portland. Fue incluido en la lista de enajenación en mayo de 1919 y en la lista de venta el 4 de febrero de 1920. Fue vendido a la  Stanlee Shipbreaking Company para su desguace el 4 de junio de 1920, revendido a la Slough Trading Company en 1922, y luego revendido nuevamente a una firma alemana a mediados de 1922. Fue remolcado a Alemania para ser desguazado.